# Nippon Columbia
Nippon Columbia Co., Ltd. (jap. 日本コロムビア株式会社 Nippon Koromubia Kabushiki gaisha) – japońska wytwórnia muzyczna powstała w 1910 roku pod nazwą Nipponophone Co., Ltd. (jap. 日本蓄音器商会 Nihon Chikuonki Shōkai). Nazwę Nippon Columbia Co., Ltd. firma przyjęła w 1946 roku. Pozostawała ona w użyciu do 2002 roku kiedy wytwórnia przyjęła nazwę Columbia Music Entertainment, Inc. (jap. コロムビアミュージックエンタテインメント株式会社 Koromubia Myūjikku Entateinmento Kabushiki gaisha). W 2010 roku firma powróciła do nazwy Nippon Columbia.
Do 2001 roku wytwórnia była właścicielem marki Denon.